# Pettole
Le pettole sono globi irregolari di pasta lievitata molto morbida e fritta in olio bollente, nate in Puglia ma diffuse anche nelle regioni Campania, Calabria e Basilicata.

## Località e tradizioni
A Taranto le prime pettole vengono fritte la notte del 22 novembre (Santa Cecilia), come simbolo di dono per i bandisti che, la stessa notte, durante la processione della Santa e per tutta la giornata, percorrono le vie della città suonando le tipiche pastorali tarantine. Con le pettole (il termine potrebbe derivare dal greco antico con il significato di "palline" o "cuscini", popolarmente noti anche come "cuscini del bambino Gesù") i tarantini celebrano l'inizio del periodo natalizio, che comincia il 22 novembre.
A Matera è usanza preparare l'impasto per le pettole dal primo mattino del 24 dicembre per friggerle e consumarle ancora calde verso mezzogiorno, come "spuntino", in attesa del cenone della vigilia. Come variante c'è l'aggiunta di alici sott'olio (prima della frittura) o la preparazione di vere e proprie pizzette fritte da condire con pomodoro, basilico e pecorino. Alcune famiglie ripropongono le pettole la mattina del 31 dicembre. A Monte Sant'Angelo, nell'impasto delle pettole, si aggiungono anche delle patate lesse affinché la pettola risulti essere più morbida. A San Severo è usanza prepararle il 24 dicembre come vero e proprio pranzo della vigilia, condite anche con alici sott'olio.
Nella zona leccese la prima frittura avviene l'11 novembre, giorno in cui si celebrano San Martino e, secondo la tradizione, la fine del periodo di fermentazione del mosto, che coincide quindi con l'arrivo sulle mense del vino nuovo (da non confondere con il vino novello). È costume ancora molto praticato tra i leccesi, per l'occasione, festeggiare Santu Martinu ritrovandosi tra amici e parenti, preferibilmente nelle tipiche abitazioni di campagna normalmente preposte alla villeggiatura estiva. L'usanza locale prevede il consumo, oltre che delle 'pìttule' e del vino novello, anche di carni arrostite alla brace, particolarmente di cavallo e di maiale. 
In alcuni comuni del sud-est barese, come Rutigliano, è consuetudine prepararle il giorno di Santa Caterina, il 25 novembre. Si usa ancora prepararle recitando preghiere. 
Questo piatto è realizzato a Gallipoli a partire dal 15 ottobre, giorno in cui si festeggia Santa Teresa d'Avila, e che introduce nella stessa città il periodo natalizio. Possono essere rustiche o dolci, semplici o ripiene, e spesso vengono usate in sostituzione del pane, oppure come antipasto. In tutte le varianti, si realizzano utilizzando farina, patata, lievito di birra, acqua e sale, ma ne esiste anche una versione più semplice che non prevede l'utilizzo della patata e comunque la pasta deve risultare piuttosto fluida per poterla versare nell'olio senza fare un panetto solido destinato ad inzupparsi di olio.
La forma può essere quella della "pallottola" oppure di una ciambella, come è tradizione a San Mauro Forte, Ferrandina, Bernalda, Salandra e Pomarico, e nei paesi arbëreshë della Calabria. La ricetta tipica, presente a Taranto, è quella che le vede cosparse di zucchero, ma anche di sale. In altre zone della regione è possibile degustarle ricoperte di vincotto o vincotto di fichi, o miele, ma volendo si possono riempire anche con piccoli pezzi di baccalà lessato o di alici salate, oppure con un broccolo semicotto. In Calabria, in particolare a Polistena e in altre cittadine della piana di Gioia Tauro, sono tradizionali dell'8 dicembre, giorno dell'Immacolata Concezione, per poi essere riproposte per tutto il periodo natalizio o, in estate, riproposte in ambito turistico; queste ultime possono essere vuote o ripiene con pomodori secchi, 'Nduja, alici, baccalà, ecc.

## Denominazioni locali
- pèttələ in dialetto tarantino e in buona parte del territorio foggiano e rionerese
- zippuli  in dialetto calabrese
- crispelle nel reggino
- zeppole  in Irpinia
- scorpelle a San Severo
- sfringioli a Torremaggiore
- pèttuli nel brindisino e nel versante orientale del tarantino.
- péttole o popizze nel barese
- pittule nel leccese
- pàttələ nel materano
- pèttulə nel potentino
- petullë nei paesi arbëreshë
- pəttəlècchjə ad Altamura
- frisceu nel Genovese